# Tom Rowe (Eishockeyspieler)
Thomas John „Tom“ Rowe (* 23. Mai 1956 in Lynn, Massachusetts) ist ein ehemaliger US-amerikanischer Eishockeyspieler und derzeitiger -trainer sowie -funktionär, der im Verlauf seiner aktiven Karriere zwischen 1973 und 1984 unter anderem 360 Spiele für die Washington Capitals, Hartford Whalers und Detroit Red Wings in der National Hockey League (NHL) auf der Position des rechten Flügelstürmers bestritten hat. In der Saison 2016/17 war Rowe General Manager sowie Interims-Cheftrainer der Florida Panthers aus der NHL. Seit Mai 2024 ist er Cheftrainer der Löwen Frankfurt aus der Deutschen Eishockey Liga (DEL).

## Karriere
Tom Rowe begann seine Karriere als Eishockeyspieler bei den London Knights, für die er von 1973 bis 1976 in der kanadischen Juniorenliga Ontario Hockey Association aktiv war. Anschließend wurde er im NHL Amateur Draft 1976 in der dritten Runde als insgesamt 37. Spieler von den Washington Capitals sowie im WHA Amateur Draft 1976 in der zweiten Runde als insgesamt 20. Spieler von den Winnipeg Jets ausgewählt. Der Flügelspieler entschied sich schließlich für das Vertragsangebot der Washington Capitals, für die er in der Saison 1976/77 sein Debüt in der National Hockey League gab. In seinem Rookiejahr erzielte er ein Tor und zwei Vorlagen in zwölf Spielen. Den Großteil der Spielzeit verbrachte er jedoch beim Farmteam Springfield Indians in der American Hockey League.
Am 17. Januar 1980 wurde Rowe im Tausch gegen Alan Hangsleben zu den Hartford Whalers transferiert. In Hartford blieb er saisonübergreifend zwei Jahre lang, verlor jedoch im Laufe der Saison 1981/82 seinen Stammplatz in der NHL, woraufhin er für acht Spiele zum AHL-Farmteam Binghamton Whalers beordert wurde. Im Januar 1982 kehrte der US-Amerikaner schließlich als Free Agent zu den Washington Capitals zurück, spielte jedoch dort bis Saisonende überwiegend auch im AHL-Farmteam, bei den Hershey Bears. Zur Saison 1982/83 wechselte der Rechtsschütze zu den Detroit Red Wings, bei denen er regelmäßig in der NHL zum Einsatz kam. Erneut musste er jedoch 20 Spiele in der AHL absolvieren, in denen er 16 Tore und sieben Vorlagen für Detroits Farmteam Adirondack Red Wings erzielte. Zuletzt wurde er für die Saison 1983/84 von den Edmonton Oilers verpflichtet, verbrachte jedoch die gesamte Spielzeit bei deren AHL-Farmteam Moncton Alpines. Anschließend beendete er seine aktive Karriere bereits im Alter von 28 Jahren.
Von 1991 bis 1995 war Rowe für sein Ex-Team Hartford Whalers tätig – jeweils zwei Jahre lang als Assistant General Manager und Spielerscout. Daraufhin arbeitete er elf Jahre lang für die Lowell Lock Monsters aus der American Hockey League. Bei diesen war er zuständig für den Eishockeyspielbetrieb und arbeitete als Director of Player Personnel sowie General Manager. Von 2001 bis 2004 war er zudem Assistenztrainer der Lowell Lock Monsters sowie von 2004 bis 2006 deren Cheftrainer. Von 2006 bis 2008 stand er beim AHL-Team Albany River Rats hinter der Bande, mit dem er beide Male in der ersten Playoff-Runde um den Calder Cup ausschied. Anschließend war er drei Jahre lang Assistenztrainer beim NHL-Team Carolina Hurricanes sowie ein Jahr professioneller Spielerscout für die Mannschaft.
Zur Saison 2012/13 wurde Rowe als Cheftrainer von Lokomotive Jaroslawl aus der Kontinentalen Hockey-Liga verpflichtet und erreichte mit dem Team die erste Runde der Play-offs. Zu Beginn der folgenden Spielzeit verlor die Mannschaft 5 von 6 Spielen, so dass Rowe am 19. September 2013 entlassen wurde. Sein Nachfolger wurde Pjotr Worobjow. Im November 2013 wurde er als Cheftrainer der San Antonio Rampage aus der American Hockey League engagiert; die Position hatte er bis nach der Saison 2014/15 inne, als die Portland Pirates das neue Farmteam der Florida Panthers wurden und Rowe fortan in Portland tätig ist.
Im Januar 2016 wurde er allerdings innerhalb der Organisation der Panthers zum Assistenten von General Manager Dale Tallon befördert, sodass Scott Allen als Cheftrainer in Portland übernahm. Im Mai 2016 wurde Tallon dann zum President of Hockey Operations ernannt und Rowe übernahm als neuer General Manager der Panthers. Im November 2016 entließ Rowe den bisherigen Trainer Gerard Gallant und übernahm dessen Position interimsweise parallel zu seiner Tätigkeit als General Manager. Am Ende der Saison 2016/17 trat Rowe von beiden Posten zurück und kehrte als Berater von Dale Tallon zurück, der wieder die Position des General Managers übernahm.
Im Januar 2019 wechselte Rowe nach Österreich zum EHC Linz in die Österreichische Eishockey-Liga und ersetzte dort Troy Ward als Cheftrainer. Diese Position hatte er bis zum Ende der Saison 2019/20 inne. Mitte Oktober 2021 wurde Rowe Trainer bei den Nürnberg Ice Tigers und ersetzte dort Frank Fischöder. Dieses Amt bekleidete er bis zum Ende der Saison 2023/24 und wechselte anschließend im Mai 2024 in gleicher Funktion zum Ligakonkurrenten Löwen Frankfurt.

## Karrierestatistik

### International
Vertrat die USA bei:
- Weltmeisterschaft 1977

(Legende zur Spielerstatistik: Sp oder GP = absolvierte Spiele; T oder G = erzielte Tore; V oder A = erzielte Assists; Pkt oder Pts = erzielte Scorerpunkte; SM oder PIM = erhaltene Strafminuten; +/− = Plus/Minus-Bilanz; PP = erzielte Überzahltore; SH = erzielte Unterzahltore; GW = erzielte Siegtore; 1 Play-downs/Relegation; Kursiv: Statistik nicht vollständig)

### NHL-Trainerstatistik
(Legende zur Trainerstatistik: Sp oder GC = Spiele insgesamt; W oder S = erzielte Siege; L oder N = erzielte Niederlagen; T oder U = erzielte Unentschieden; OTL oder OTN = erzielte Niederlagen nach Overtime oder Shootout; Pts oder Pkt = erzielte Punkte; Pts% oder Pkt% = Punktquote; Win% = Siegquote; Resultat = erreichte Runde in den Play-offs)